# Johann Christoph Blumhardt
Johan Christoph Blumhardt (født 16. juli 1805 i Stuttgart, død 25. februar 1880) var en tysk teolog.
Blumhardt blev præst i Möttlingen 1838, hvilket embede han nedlagde og købte svovlbadet Boll ved Göppingen 1852, hvor han til sin død virkede som læge ved håndspålæggelse og sjælesorg. Hans "Samlede Værker" udkom 1886 i Karlsruhe.